# Welterbe in St. Lucia

Zum Welterbe in St. Lucia gehört (Stand 2016) eine UNESCO-Welterbestätte des Weltnaturerbes. St. Lucia hat die Welterbekonvention 1991 ratifiziert, die bislang einzige Welterbestätte wurde 2004 in die Welterbeliste aufgenommen.

## Welterbestätten
Die folgende Tabelle listet die UNESCO-Welterbestätten in St. Lucia in chronologischer Reihenfolge nach dem Jahr ihrer Aufnahme in die Welterbeliste (K – Kulturerbe, N – Naturerbe, K/N – gemischt, (G) – auf der Liste des gefährdeten Welterbes).
| Bild             | Bezeichnung                     | Jahr | Typ | Ref. | Beschreibung |
| ---------------- | ------------------------------- | ---- | --- | ---- | --- |
| (weitere Bilder) | Pitons-Naturschutzgebiet (Lage) | 2004 | N   | 1161 | Das rund 3000 Hektar große Gebiet wurde sowohl wegen der zahlreichen und zum Teil seltenen hier vertretenen Tierart- und Pflanzenarten, seiner geologischen Vielfalt als auch wegen der landschaftlichen Schönheit als schützenswert erachtet. |

## Tentativliste
In der Tentativliste sind die Stätten eingetragen, die für eine Nominierung zur Aufnahme in die Welterbeliste vorgesehen sind. Derzeit (2016) ist keine Stätte in der Tentativliste von St. Lucia eingetragen. Eine früher eingetragene Stätte wurde bereits in das Welterbe aufgenommen.